# Szepit (obwód czerniowiecki)
Szepit (ukr. Шепіт) – wieś na Ukrainie, w obwodzie czerniowieckim, w rejonie wyżnickim, w hromadzie Selatyn. W 2001 liczyła 683 mieszkańców, spośród których 680 wskazało jako ojczysty język ukraiński, 1 rosyjski, a 2 rumuński.

## Urodzeni
- Ciprian Porumbescu